# Дом архитектора Кузнецова
Дом Кузнецова — историческое здание в Москве. Охраняется как объект культурного наследия федерального значения.
Дом Кузнецова находится в районе Хамовники Центрального административного округа Москвы по адресу: Мансуровский переулок, дом 11.

## История
В 1812 году территория, на которой будет построен дом, отделилась от большой усадьбы. С 1820 по 1822 год этой землёй владела коллежская секретарша Александра Захаровна Измальская-Платонова. Уже в 1822 году по красной линии переулка находился деревянный одноэтажный дом. В мае 1915 года архитектор Александр Васильевич Кузнецов приобрёл это здание у купчихи Е. А. Воскобоевой.
Дочь Александра Васильевича, И. А. Кузнецова вспоминала:
В мае 1915 года мой отец, Александр Васильевич Кузнецов, известный в Москве архитектор, купил этот дом у старой купчихи Е. А. Воскобоевой, собиравшейся уехать в Петербург на житье к сыну. Поводом для папиной покупки послужило желание поселиться где-то поблизости от гимназии Алферовой, куда поступила моя старшая сестра Эля, но в действительности главной причиной было его давнишнее, заветное желание создать дом, полностью отвечающий вкусу и потребностям его самого и всей нашей семьи.
После покупки Кузнецов начал здесь перестройку. Во-первых, расширил территорию главного здания. Затем объединил главное здание с малым корпусом, устроив там кабинет-мастерскую размером 40 квадратных метров. Во-вторых, снёс деревянный забор, а ворота для въезда перенёс на Еропкинский переулок.
Дом имел богатое внутреннее убранство. В столовой висели обои, которые демонстрировались в Русском павильоне на международной выставке в Париже в 1900 году, их подарил Кузнецову художник и искусствовед Николай Соболев.
В 1917 году во время Октябрьского вооружённого восстания вся семья Кузнецовых пряталась в столовой, как наиболее защищённой части дома; окна, выходившие в сад, были заложены матрасами. В непосредственной близости от дома шли уличные бои. В то время к Кузнецовым заходил генерал Брусилов.
В 1920 году дом получил статус исторического здания «ценного по своим художественно-архитектурным достоинствам».
В 1921 году дом Кузнецовых «уплотнили». Гостиную и спальню занял Гая Дмитриевич Гай, друг Будённого. В 1924 году после «демуниципализации» за Гаем была оставлена только одна гостиная, в 1926—1927 году он съехал. В комнате поселился друг Гая, но он прожил там совсем недолго. После этого в гостиной до 1970-х годов жила другая семья.
На 2015 год в здании проживали родственники Кузнецова.

## Архитектура
Дом Кузнецова выдержан в стиле ампир. Он асимметричен в плане и обращён к Мансуровскому переулку торцевым пятиоконным фасадом. Над центральным и боковыми окнами сохранились оригинальные барельефные медальоны. Со стороны двора находится небольшой мезонин с двумя арочными окнами. Сад дома Кузнецова отделяется от улицы каменной оградой, нижняя часть которой прорезана арочными нишами, а вверху — изящные ажурные решётки. Кованая калитка выполнена в стиле ампирного рисунка. Дверь высотой около двух метров. Отделка интерьеров дома была выполнена в начале XX века архитектором А. В. Кузнецовым преимущественно в неоклассическом стиле, за исключением столовой в псевдорусских формах.

## Съёмки
На территории дома часто проводились съёмки. Дом фигурировал в фильмах «Жестокий романс» Эльдара Рязанова, «Дом под звёздным небом» Сергея Соловьева , «Мертвые души» Михаила Швейцера и других.